# Matti Halli, Siddapur
Matti Halli là một làng thuộc tehsil Siddapur, huyện Uttar Kannad, bang Karnataka, Ấn Độ.